# Física química

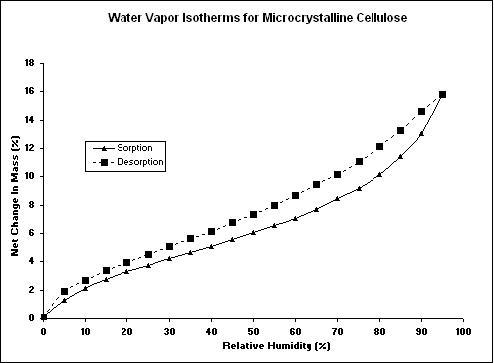
Figura 1. Gráfico cinético (a.) e isotérmico (b.) de sorción de vapor de agua para celulosa microcristalina a 25,0 °C.

La física química  es una ciencia que investiga fenómenos fisicoquímicos usando técnicas de la física atómica y molecular, y de la física del estado sólido; es la rama de la física que estudia los procesos químicos desde el punto de vista de la física. Aunque se encuentra en la interfaz entre física y química, la física química es distinta de la química física o fisicoquímica por el hecho de que se enfoca en los elementos y teorías característicos de la física. A su vez, la química física estudia la naturaleza física de la química.

## Lo que hacen los físicos químicos
En general, los físicos químicos investigan la estructura y la dinámica de iones, radicales libres, clústeres, moléculas y polímeros. Las áreas de estudio incluyen el comportamiento cuántico de las reacciones químicas, el proceso de solvatación, el flujo de energía inter- e intra-molecular, y entidades simples como los puntos cuánticos. Los físicos químicos experimentales usan una variedad de técnicas espectroscópicas para entender mejor el enlace de hidrógeno, la transferencia de electrones, la formación y desintegración de enlaces químicos, las reacciones químicas y la formación de nanopartículas. Los físicos químicos teóricos crean simulaciones de los procesos moleculares investigados en estos experimentos tanto para explicar los resultados como para guiar investigaciones futuras. Las metas de la investigación física química incluyen la comprensión de las estructuras y reacciones al nivel de mecánica cuántica, el esclarecimiento de la estructura y reactividad de los iones y radicales en fase gaseosa, y el descubrimiento de aproximaciones exactas para hacer computacionalmente accesible la física de los fenómenos químicos.
Los físicos químicos están buscando respuestas para preguntas como:
- ¿Se pueden probar experimentalmente las predicciones de la mecánica cuántica respecto a la vibración y rotación de moléculas sencillas?
- ¿Se pueden desarrollar métodos más exactos para calcular la estructura electrónica y las propiedades de las moléculas?
- ¿Podemos entender las reacciones químicas a partir de principios fundamentales?
- ¿Por qué los puntos cuánticos parpadean (en un patrón que sugiere cinética fractal) después de absorber fotones de luz?
- ¿Cómo tienen lugar realmente las reacciones químicas?
- ¿Cuál es el proceso paso a paso que ocurre cuando una molécula aislada se solvata?
- ¿Pueden usarse las propiedades de iones negativos para determinar estructuras moleculares, comprender la dinámica de las reacciones químicas, o explicar la fotodisociación?
- ¿Por qué una corriente de rayos X blandos arranca suficientes Electrón electrones de los átomos de un clúster de xenón para causar que dicho clúster explote?

que aburrimiento

## Campos relacionados
- Fisicoquímica
- Física del estado sólido
- Espectroscopía
- Fuerzas intermoleculares
- Ciencia de superficies
- Moléculas de van der Waals

## Publicaciones
- Chemical Physics Le
- Journal of Chemical Physics